# Tofiq Musayev (Kampfsportler)
Tofiq Teymur oğlu Musayev (geb. 15. Dezember 1989 in Sahil) ist ein aserbaidschanischer Mixed-Martial-Arts-Kämpfer im Leichtgewicht. Aktuell kämpft er für den Verein Orion Fight Club.

## Biographie
Tofiq Musayev ist im Jahre 1989 in der Bakuer Gemeinde Sahil geboren. Seit seinem 12. Lebensjahr betreibt er diverse Kampfsportarten wie Karate, Wrestling, Taekwondo, San Shou. Seine offizielle Sportkarriere fing er mit 23 Jahren an und absolvierte von 2007 bis 2011 ein Sportstudium an der aserbaidschanischen staatlichen Akademie für Körperkultur und Sport. Er ist Gewinner vieler Sportveranstaltungen und ist unter anderem Europa,- Eurasien,- und Weltmeister in MMA.

## Kampfstatistik
| Ergebnis   | Gegner                | Event                                                                 | Kampf               | Runde | Minute |
| Sieg       | Patrik Freyra         | Rizin FF – Rizin 20 Dez / 31 / 2019                                   | Richterentscheidung | 3     | 5:00   |
| Sieg       | Conni Keys            | Rizin FF – Rizin 20 Dez / 31 / 2019                                   | TKO (durch Schläge) | 1     | 2:47   |
| Sieg       | Damien Braun          | Rizin FF – Rizin 19: Lightweight Grand Prix 1st Round Okt / 12 / 2019 | TKO (durch Schläge) | 1     | 4:14   |
| Sieg       | Daron Kruykşank       | Rizin FF – Rizin 16 Jun / 02 / 2019                                   | Richterentscheidung | 3     | 5:00   |
| Sieg       | Nobumitsu Osava       | Rizin FF – Rizin 14 Dez / 31 / 2018                                   | TKO (durch Schläge) | 2     | 1:19   |
| Sieg       | Marif Pirayev         | WFCA 48 – Zhamaldaev vs. Khasbulaev 2 Mai / 04 / 2018                 | TKO (durch Schläge) | 1     | 3:24   |
| Sieg       | Zurab Beterqarayev    | WFCA 45 – Grozny Battle Feb / 24 / 2018                               | TKO (durch Schläge) | 2     | 1:23   |
| Sieg       | Murat Kocatürk        | Orion Fight Arena – Spectacular Kickboxing-MMA Gala Okt / 21 / 2017   | TKO (durch Schläge) | 2     | 2:50   |
| Sieg       | Murad Şahbanov        | WFCA 34 – Battle in Moscow Feb / 25 / 2017                            | TKO (durch Schläge) | 3     | 2:16   |
| Sieg       | Ayub Fahimi           | Azerbaijan MMA Federation – Azerbaijan vs. Iran Dez / 31 / 2016       | Knockout            | 1     | 3:56   |
| Sieg       | Ooi Aik Tong          | CWFL – Chinese Wushu Fight League Jun / 05 / 2016                     | TKO (durch Schläge) | 1     | 1:35   |
| Sieg       | Jiang Tao             | CWFL – Chinese Wushu Fight League Jun / 05 / 2016                     | TKO (durch Schläge) | 1     | 3:52   |
| Sieg       | Şamil Maqomedzagidov  | Azerbaijan MMA Federation – National Open Cup Okt / 02 / 2015         | Knockout            | 1     | 3:42   |
| Sieg       | Maqomed Alkuliyev     | SOW – Selection of Warriors Sep / 18 / 2015                           | Knockout            | 1     | 2:53   |
| Niederlage | Aigun Akhmedov        | NS – New Stream Okt / 31 / 2014                                       | Richterentscheidung | 2     | 5:00   |
| Sieg       | Said Xalilov          | MMA Star in the Ring – Guseinov vs. Kalych Jun / 13 / 2014            | TKO (durch Schläge) | 1     | 3:33   |
| Niederlage | Yevgeni Laxin         | Siberian League – Pankration in Yugra Apr / 20 / 2014                 | Submission          | 1     | 1:12   |
| Sieg       | Musulman Muslimov     | MMA Star in the Ring – Shamil vs. Renat Mrz / 01 / 2014               | TKO (durch Schläge) | 1     | N/A    |
| Niederlage | Muxamed Berxamov      | OC – Oplot Challenge 90 Nov / 30 / 2013                               | Submission          | 1     | 4:09   |
| Sieg       | Emilbek Beknazarov    | OC – Oplot Challenge 80 Sep / 21 / 2013                               | Submission          | 1     | 3:26   |
| Sieg       | "Явуз Селим" Казанджи | Azerbaijan MMA Federation – Azerbaijan vs. Turkey Mai / 28 / 2013     | Submission          | 1     | 2:33   |